# دايجو هاسيغاوا
دايجو هاسيغاوا (باليابانية: 長谷川大悟) هو منافس ألعاب قوى ياباني، ولد في 27 فبراير 1990 في كاناغاوا في اليابان.

## وصلات خارجية
- دايجو هاسيغاوا على موقع الاتحاد الدولي لألعاب القوى (الإنجليزية)
- دايجو هاسيغاوا على موقع الرابطة اليابانية لاتحادات ألعاب القوى (اليابانية)
- دايجو هاسيغاوا على موقع اللجنة الأولمبية الدولية (الإنجليزية)
- دايجو هاسيغاوا على موقع أوليمبيديا (الإنجليزية)